# Polyrhachis punctiventris
Polyrhachis punctiventris är en myrart som beskrevs av Mayr 1876. Polyrhachis punctiventris ingår i släktet Polyrhachis och familjen myror. Inga underarter finns listade i Catalogue of Life.